# Ceratodon semilunaris
Ceratodon semilunaris är en bladmossart som beskrevs av C. Müller 1879. Ceratodon semilunaris ingår i släktet brännmossor, och familjen Ditrichaceae. Inga underarter finns listade i Catalogue of Life.